# Paranoid (album)
Paranoid er det britiske heavy metal-band Black Sabbaths andet album. Det blev udgivet i Storbritannien i september 1970, og indeholder nogle af deres bedst kendte sange, deriblandt "Iron Man", "War Pigs" og titelsangen.

## Salgstal
Understøttet af succesen fra singlen "Paranoid" opnåede albummet placeringen som nummer et i Storbritannien. Udgivelsen i USA udskudt til januar 1971, da Black Sabbath-albummet stadig var på de amerikanske hitlister. I marts 1971 nåede Paranoid top ti i USA, og har siden opnået at sælge fire millioner eksemplarer alene i Amerika, selv om det sjældent spilles i radioprogrammerne.

## Anmeldelser og kritik
Også dette album blev stærkt kritiseret af samtidens anmeldere, men senere kritikere, bl.a. Steve Huey fra All Music Guide, har betegnet Paranoid " som et af de største og mest indflydelsesrige heavy metal-albums til dato", som "definerede heavy metals lyd og stil mere end nogen anden plade i rockmusikkens historie." Paranoid og dets salgssucces gjorde det muligt for bandet at turnere i USA for første gang, i december 1970, hvilket yderligere promoverede salget af albummets anden single "Iron Man". Selv om singlen ikke nåede top 40, er Iron Man forblevet en af Black Sabbaths mest populære sange, ligesom det var deres højest placerede single i USA indtil "Psycho Man" fra 1998.

## Spor
Alle sange af Osbourne, Iommi, Butler og Ward.
1. "War Pigs" – 7:57
2. "Paranoid" – 2:52
3. "Planet Caravan" – 4:32
4. "Iron Man" – 5:58
5. "Electric Funeral" – 4:52
6. "Hand of Doom" – 7:07
7. "Rat Salad" – 2:31
8. "Fairies Wear Boots" – 6:15